# Jazowa (województwo pomorskie)
Jazowa – wieś w Polsce położona w województwie pomorskim, w powiecie nowodworskim, w gminie Nowy Dwór Gdański. Leży na obszarze Żuław Wiślanych przy drodze krajowej nr 7. 
Wieś komornictwa zewnętrznego Elbląga w XVII i XVIII wieku. 
Znajduje się tu most nad Nogatem stanowiący granicę administracyjną z województwem warmińsko-mazurskim. Do 1 września 1939 roku Jazowa była miejscowością graniczną Wolnego Miasta Gdańska.
W latach 1954–1959 wieś należała i była siedzibą władz gromady Jazowa, po jej zniesieniu w gromadzie Kmiecin. W latach 1975–1998 miejscowość administracyjnie należała do województwa elbląskiego.

## Zabytki
Według rejestru zabytków NID na listę zabytków wpisane są:
- drewniany dom nr 6 (dawna gospoda z częścią mieszkalną), 1887, nr rej.: A-1907 z 31.12.2014
- otoczenie ogrodowo-parkowe, j.w.